# Love, Gloom, Cash, Love
Love, Gloom, Cash, Love ist ein Jazz-Album von Herbie Nichols, aufgenommen im November 1957 in New York City und veröffentlicht bei Bethlehem Records. Im Jahr 1989 erschien auf dem englischen Re-Issue-Label Affinity eine Neuausgabe unter dem Titel The Bethlehem Session.

## Das Album
Der Jazzkritiker Brian Priestley beginnt seinen Essay zur Neuausgabe des Albums mit den Worten: „Die Geschichte des missverstandenen Musikers ist schon oft erzählt worden, aber im Falle von Herbie Nichols ist noch nichts oft genug erzählt worden“. Der Komponist und Pianist wäre völlig der Vergessenheit anheimgefallen, hätte es nicht schon in den 1960er Jahren eine kleine Schar von Musikern wie etwa Roswell Rudd und Archie Shepp gegeben, die mit Nichols spielten und seine Stücke im Repertoire behielten. Dies führte dazu, dass der Autor A. B. Spellman Herbie Nichols ein Kapitel seines Buches Four Lives in Bebop Business widmete. Beides war Anlass für spätere Generationen von Autoren und Musikern, sich mit Nichols’ Werk zu beschäftigen, wie etwa Geri Allen oder Misha Mengelberg.
Um Auftrittsmöglichkeiten oder Plattenverträge zu erhalten, war der Komponist und Pianist oft auf die Hilfe von befreundeten Musikern angewiesen; so vermittelte der Pianist Ellis Larkins eine Reihe von Gigs, bei denen er seine Kompositionen spielen konnte; im Publikum saßen Thelonious Monk, Randy Weston und Cecil Taylor. Charles Mingus sorgte für den einjährigen Kontrakt mit Blue Note 1955/56. Der Bassist stellte auch den Kontakt zu dem kleinen Plattenlabel Bethlehem Records her, auf dem er kurz zuvor seine LP East Coasting aufgenommen hatte. Mitwirkende Musiker waren der Bassist George Duvivier, der gerade bei Bud Powell spielte, und der junge Mingus-Schlagzeuger Dannie Richmond.
Brian Priestley vergleicht die damals eingespielte Bethlehem Session als Dokumentation von Nichols’ Kompositionen mit Monks Blue Note-Aufnahmen 1946 bis 1948 (Genius of Modern Music). In seinen Kompositionen zeigte sich Nichols’ Bewunderung für den nur 15 Monate jüngeren Kollegen Monk, zu hören im Solo von „Beyond Recall“ oder in der Einleitung zu „S’Crazy Pad“. Weitere Einflüsse sind Duke Ellingtons Harmonien und die Piano-Läufe von Art Tatum. Dabei zeigte Nichols ein hohes Maß an struktureller und melodischer Freiheit und Eigenständigkeit gegenüber diesen Vorbildern; Brian Priestley vergleicht ihn stilistisch mit Cecil Taylors frühen Stücken Ende der 1950er Jahre, wie in „Argumentative“ oder „45° Angle“ zu hören. Letztes Stück schrieb der Monk-Freund Denzil Best. Andere Titel wie „Infatuation Eyes“ oder das walzerartige „Love, Gloom, Cash, Love“ nehmen Anleihen bei der europäischen Moderne wie bei Richard Strauss oder Kurt Weill. Im Vergleich zu Monk erscheint die Musik während der Bethlehem Session oft beschwingt. Es waren Herbie Nichols’ letzte Aufnahmen vor seinem Tode unter eigenem Namen.
Eines seiner hintergründig verwirrendsten Gestaltungsprinzipien ist Nichols eigentümlicher Umgang mit der Form, wie bei den Titeln „Portrait of Ucha“ oder „Argumentative“. Seine Kompositionen gehen oft von geläufigen Formschemata wie der 32-taktigen AABA-Form aus; diese wird aber dadurch verfremdet, dass sie bei Nichols gar nicht aus regelmäßigen achttaktigen Teilen besteht. Auf damalige, zum Teil auch heutige Hörer, wirkt selbst eine swingend phrasierte Improvisation über solch ein Formschema so, als würden Teile weggelassen oder hinzugefügt. Nach Brian Priestley hatten die damaligen Hörer den Eindruck, Nichols „verliere sich“ – insofern ähnlich wie Monk – in seinem Spiel, ohne das Maß an Freiheit der Phrasierung zu erkennen, obwohl er innerhalb des herkömmlichen Formschemas spielte.

## Bewertung des Albums
Nach Einschätzung von Richard Cook und Brian Morton in der zweiten Auflage des Penguin Guide to Jazz ist die Bethlehem Session ein „absolutes Juwel“, sie gaben ihm die höchste Bewertung; sie heben hervor, dass Nichols, obwohl eigentlich kein Standard-Spieler, hier erstaunliche Interpretationen von bekannten Titeln wie „All the Way“ bietet. Sie zählen die Session – neben den Blue Note-Sessions 1955/56 – zum Besten von Nichols’ schmalem Werk und bedauern, dass keine alternate takes der eingespielten Titel erhalten sind.

## Die Titel
- Herbie Nichols – Love, Gloom, Cash, Love (Bethlehem BCP 81)

1. „Too Close for Comfort“ (Jerry Bock, Larry Holofcener, George David Weiss) 4:53
2. „Every Cloud“ (Nichols) 3:58
3. „Argumentative“ (Nichols) 3:41
4. „Love, Gloom, Cash, Clove“ (Nichols) 4:23
5. „Portrait of Ucha“ (Nichols) 3:49
6. „Beyond Recall“ (Nichols) 4:41
7. „All the Way“ (Sammy Cahn, Jimmy Van Heusen) 4:39
8. „45° Angle“ (Denzil Best) 4:33
9. „Infatuation Eyes“ (Nichols) 2:55 solo
10. „S’Crazy Pad“ (Nichols) 4:11